# Clam Bay (zatoka na południowy wschód od Lake Charlotte)
Clam Bay – zatoka (ang. bay) w kanadyjskiej prowincji Nowa Szkocja, w hrabstwie Halifax, na południowy wschód od jeziora Lake Charlotte; nazwa urzędowo zatwierdzona 12 grudnia 1939.